# Dunörtsväxter
Dunörtsväxter (Onagraceae) är en familj av trikolpater. I dunörtsväxterna ingår ungefär 700 arter indelade i 24 släkten. De är träd, buskar och örter som finns i alla världsdelar och i de flesta klimat. I Sverige finns tre släkten vildväxande, dunörtssläktet (Epilobium), nattljussläktet (Oenothera) och häxörtssläktet (Circaea). Bland dunörtsväxterna finns flera trädgårdsväxter, bland annat fuchsiasläktet (Fuchsia) och nattljus. Andra är ogräs, speciellt i släktet dunörter. 
Blommorna har vanligen fyra kronblad och fyra foderblad. I några släkten (exempelvis fuchsior) är foderbladen lika färgstarka som kronbladen, vilket får dem att se ut att ha åtta kronblad. Fröna är mycket små och hos vissa släkten sprids de med vinden, hos andra finns de i ett bär och sprids av fåglar. 
Familjens vetenskapliga namn Onagraceae kommer från släktet nattljus, som numera heter Oenothera, men det tidigare namnet var Onagra.